# 6,5 × 55 mm

Mått för en patron med kaliber 6,5 x 55.

6,5 × 55 mm är en från början militärkaliber hos patroner som använts av Sverige och Norge. Patronen är avsedd för pipor med en invändig diameter på 6,5 millimeter, kulans dimension är 6,7 mm och hylsans längd är 55 millimeter. Inom svenska Försvarsmakten används kalibern numera endast till karbin m/94 och gevär m/96, som i vissa fall används vid högvakt och annan ceremoniell tjänst, men kalibern är mycket populär bland skyttar och jägare.
Andra namn på denna kaliber är:
- 6,5 mm Mauser
- 6,5 mm Krag–Jørgensen
- 6,5 mm Swedish Mauser

1891 tog Gevärskommittén fram en gemensam patron för användning i den svensk-norska unionen. Kraven var bl.a. flackare kulbana och större antal medhavda patroner per soldat jämfört med den tidigare (1881) antagna 10.15x61mmR "Jarmann" varför kalibern efter omfattande skjutprov minskades från 10.15mm till 6,5 mm med 55 mm hylslängd. När patronen således blivit fastställd 1893 fick respektive krigsmakt själva avgöra vilket vapen de skulle anta. I Sverige blev det Gevär m/96 medan norska armén istället valde Krag–Jørgensen M/1894.

## Militär användning

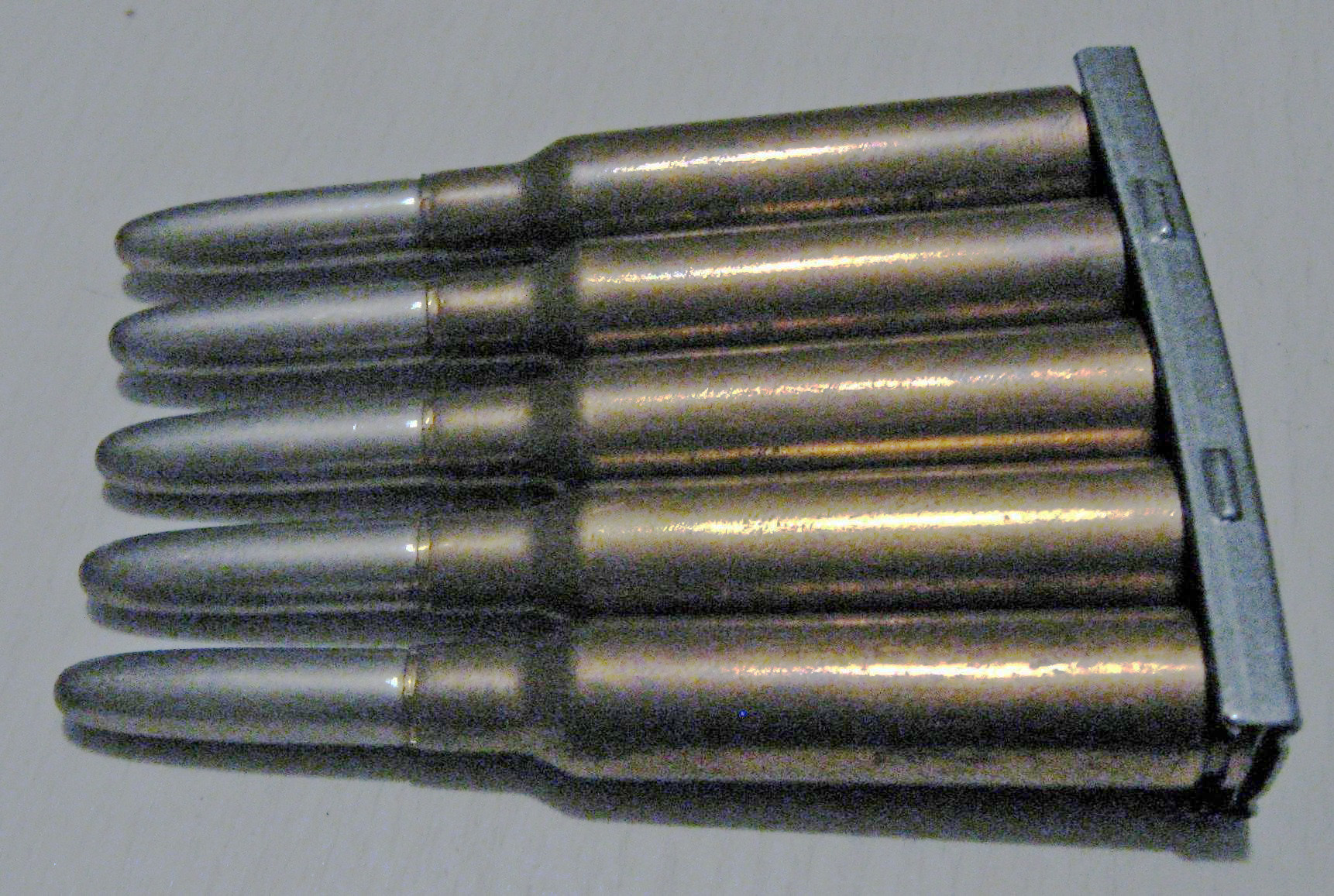
6,5 × 55 mm patron m/94, fem patroner i laddram för karbin m/94 och gevär m/96.

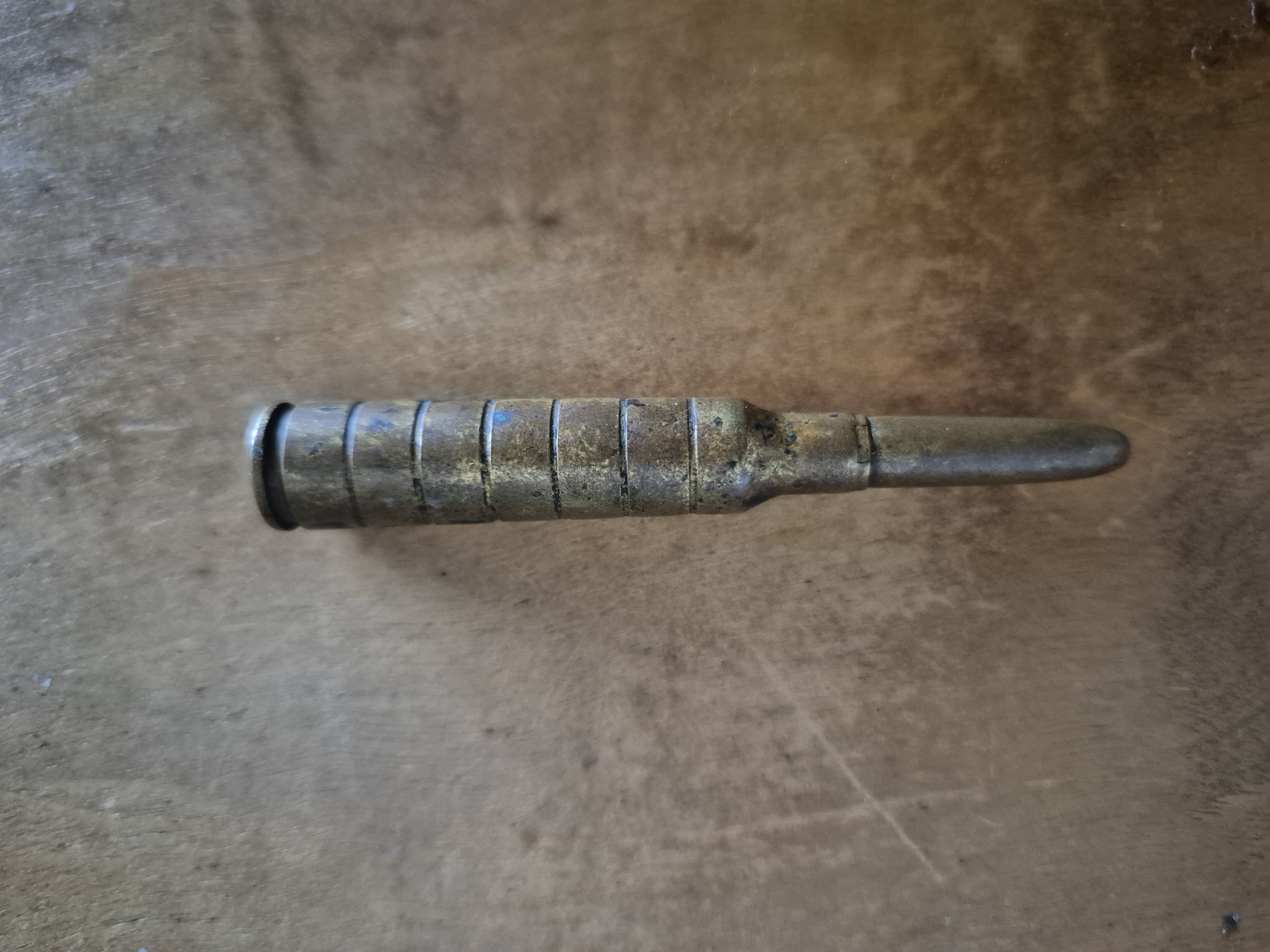
Blindpatron m/1906. Den svarta färgen bortskavd.

Patronen antogs av den svenska militären 1894 och heter därför 6,5 mm skarp patron m/94. Den hade en ogivalkula med en mantel av kopparnickel. Då användes den i 6,5 mm karbin m/94 och två år senare antogs 6,5 mm gevär m/96. Senare användes patronen också i kulsprutor och kulsprutegevär. I början av 1900-talet gjordes flera försök med olika typer av spetsprojektiler men det dröjde ända tills 1941 då en sådan antogs under namnet 6,5 mm skarp patron m/94 projektil m/41.
Några vanliga svenska militära varianter av 6,5 × 55 mm patronen är:
- Spårljus med vit eller röd spets m/39 med ogival-form och m/41 med spetsig projektil. Den senare fanns även med reducerad laddning, då med patronhylsans bakplan till hälften svartmålat.
- Pansarbrytande med svart spets
- Lös med projektil av trä, grön för kulspruta m/14, röd för övriga modeller
- Fredsbruk med yttersta spetsen av projektilen antingen grön eller blå.
- Kammar ursprungligen med liten blykula som projektil m/12, sedan en mycket kort kopparnickel kula och slutligen en lika kort tombakkula m/44.
- Blind m/06, hela patronen svart
- Blind m/19, hela patronen förnicklad
- Blind m/41, förnicklad hylsa med grön projektil

## Jakt

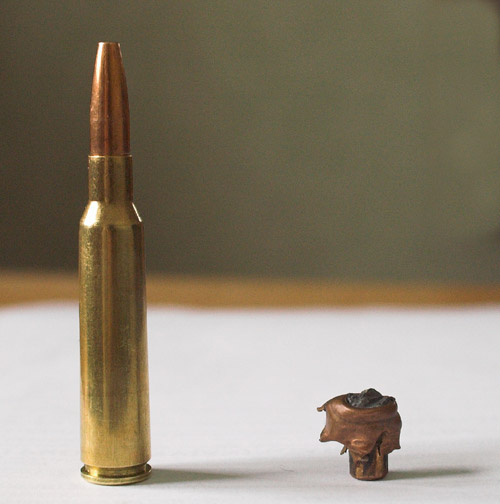
6,5 × 55 mm halvmantlad jaktpatron före respektive efter uppsvampning. Den expenderade kulan gick mer än halvvägs genom en älg innan den stannade.

6,5 × 55 mm är en av de vanligaste klass 1-kalibrarna bland svenska jägare och anses vara mångsidig, flackskjutande, ha hög egenprecision och låg rekyl som i princip alla skyttar kan lära sig hantera. Den kan ses som den stora svenska allround-kalibern, användbar för jakt på högvilt likväl som bäver, rådjur, gås, räv samt tjäder och orre.
Som jaktkaliber klarar 6,5 × 55 mm de krav som ställs på för att nå upp till klass 1 vilket innebär att den, med en expanderande kula, får användas för att jaga allt svenskt vilt. Den är dock en av de patroner som ligger närmast gränsen för kraven för klass 1 vilket gett upphov till en bitvis livlig debatt om huruvida patronen är tillräckligt kraftig för att etiskt användas på framförallt älg och vildsvin. Det är inte all ammunition i kalibern har den mynningsenergi som klass 1 kräver, så jägare måste vara noga med sitt ammunitionsval eftersom det är varje jägares enskilda ansvar att förvissa sig om att den ammunition man använder uppfyller kraven för klass 1.
I samband med vildsvinens frammarsch har kraftigare patroner såsom .308 Winchester, .30-06 Springfield och den betydligt grövre 9,3 × 62 mm blivit allt vanligare för jakt på högvilt.
I USA blev kalibern populär genom importen av svenska och norska överskottsvapen, och för att inte riskera skadeståndsansvar vid olyckor med felaktigt lagrade vapen är amerikansk ammunition är oftast laddad till lägre tryck. Skandinavisk ammunition från exempelvis Norma är laddad för normalt tryck och ger bättre prestanda.